# Joël Sami
André Joël Sami est un footballeur international congolais né le 13 novembre 1984 à Montfermeil. Il évolue au poste de défenseur central.

## Biographie
Son gabarit assez robuste a fait de lui une valeur sûre de l'Amiens SC. Lors de la saison 2006-2007, il frôle l'accession en Ligue 1. Son contrat avec le club picard se terminant à la fin de la saison 2007-2008, il signe gratuitement en janvier 2008 un contrat avec l'AS Nancy-Lorraine, qui prend effet en juillet 2008. Il joue son premier match sous ses nouvelles couleurs en Coupe de la Ligue face à Grenoble. Il y inscrit d'ailleurs son premier but avec le club au chardon, sur une passe de Julien Féret. Il observe ensuite une longue période d'absence du fait d'une grave blessure contractée lors d'un match opposant Nancy à Motherwell en Coupe de l'UEFA. C'est pourquoi il apparaît seulement pour la toute première fois en Ligue 1 lors de la 30e journée face aux Girondins de Bordeaux. Il ne manquera ensuite qu'un seul match avant la fin de la saison 2008-2009. Par ailleurs il inscrit son premier but en Ligue 1 face à Lorient.
Après sept saisons passées en Lorraine, le 5 juillet 2015, le club belge de Zulte Waregem annonce l'arrivée de Joël Sami pour deux ans dans plus une année en option.
Seulement une année après s'être engagé en Jupiler Pro League, il signe à l'US Orléans, fraîchement remonté en Ligue 2, pour une durée de un an, avec une année supplémentaire en cas de maintien. 
Bien que né en France, Sami a décidé de représenter le pays de ses parents, la République démocratique du Congo. Il a eu sa première sélection le 5 février 2008 contre la France A' en match amical (0-0).

## Statistiques
| Saison      | Club              | Pays | Championnat | Championnat | Championnat | Coupes nationales | Coupes nationales | Coupes nationales | Coupes nationales | Coupe d'Europe | Coupe d'Europe | Coupe d'Europe |
| Saison      | Club              | Pays | Division    | Matchs      | Buts        | Coupe de la Ligue | Coupe de la Ligue | Coupe de France   | Coupe de France   | Type           | Matchs         | Buts           |
| Saison      | Club              | Pays | Division    | Matchs      | Buts        | Matchs            | Buts              | Matchs            | Buts              | Type           | Matchs         | Buts           |
| ----------- | ----------------- | ---- | ----------- | ----------- | ----------- | ----------------- | ----------------- | ----------------- | ----------------- | -------------- | -------------- | -------------- |
| 2003 - 2004 | ASOA Valence      |      | Ligue 2     | 3           | 0           | -                 | -                 | ?                 | ?                 | -              | -              | -              |
| 2004 - 2005 | Amiens SC         |      | Ligue 2     | 29          | 0           | 1                 | 0                 |                   |                   | -              | -              | -              |
| 2005 - 2006 | Amiens SC         |      | Ligue 2     | 34          | 3           | 2                 | 0                 |                   |                   | -              | -              | -              |
| 2006 - 2007 | Amiens SC         |      | Ligue 2     | 33          | 4           | 2                 | 0                 | 3                 | 0                 | -              | -              | -              |
| 2007 - 2008 | Amiens SC         |      | Ligue 2     | 24          | 3           | -                 | -                 | 7                 | 0                 | -              | -              | -              |
| 2008 - 2009 | AS Nancy-Lorraine |      | Ligue 1     | 8           | 1           | 1                 | 1                 | -                 | -                 | C3             | 1              | 0              |
| 2009 - 2010 | AS Nancy-Lorraine |      | Ligue 1     | 23          | 1           | 1                 | 0                 | -                 | -                 | -              | -              | -              |
| 2010 - 2011 | AS Nancy-Lorraine |      | Ligue 1     | 23          | 0           | 1                 | 0                 | 1                 | 1                 | -              | -              | -              |
| 2011 - 2012 | AS Nancy-Lorraine |      | Ligue 1     | 27          | 0           | -                 | -                 | 2                 | 0                 | -              | -              | -              |
| 2012 - 2013 | AS Nancy-Lorraine |      | Ligue 1     | 28          | 0           | -                 | -                 | 3                 | 0                 | -              | -              | -              |
| 2016 - 2017 | US Orléans        |      | Ligue 2     | 0           | 0           | -                 | -                 | 0                 | 0                 | -              | -              | -              |